# Avon-les-Roches
Pour les articles homonymes, voir Avon et Roches.
Avon-les-Roches est une commune française du département d'Indre-et-Loire, en région Centre-Val de Loire.

## Géographie
| Cheillé  |                 | Villaines-les-Rochers |
| Panzoult | Avon-les-Roches | Crissay-sur-Manse     |
|          | Crouzilles      |                       |

### Hydrographie

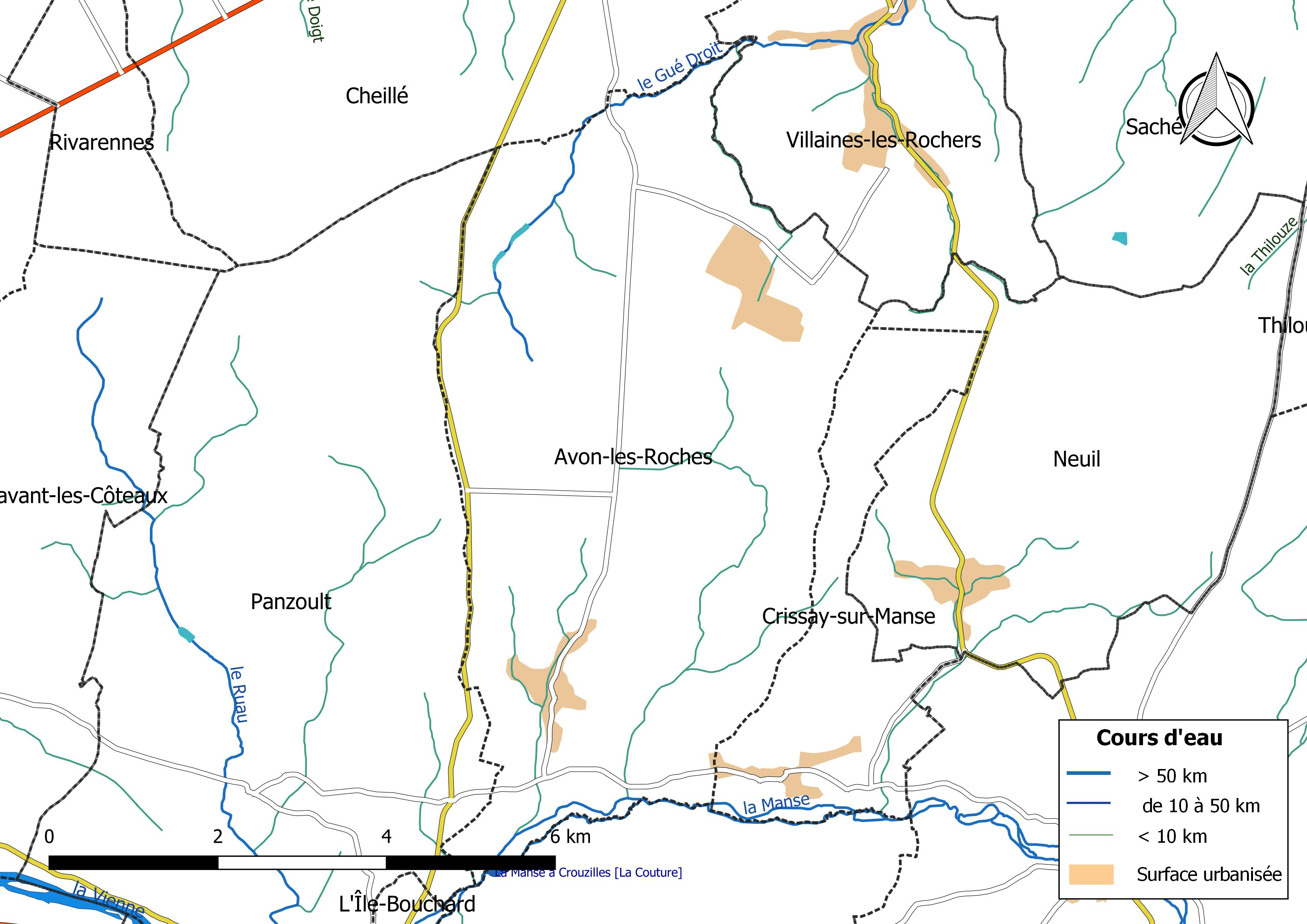
Réseau hydrographique d'Avon-les-Roches.

Le réseau hydrographique communal, d'une longueur totale de 28,45 km, comprend deux cours d'eau notables, la Manse (0,898 km) et le Gué Droit (5,354 km), et neuf petits cours d'eau dont la Quelle qui alimente l'étang de la Saulaie,.
La Manse, d'une longueur totale de 30,5 km, prend sa source à une altitude de 117 m sur la commune de Bossée et se jette  dans la Vienne à L'Île-Bouchard, à 32 m d'altitude, après avoir traversé 11 communes. 
Sur le plan piscicole, la Manse est classée en deuxième catégorie piscicole. Le groupe biologique dominant est constitué essentiellement de poissons blancs (cyprinidés) et de carnassiers (brochet, sandre et perche).
Le Gué Droit, d'une longueur totale de 10,7 km, prend sa source dans le nord-ouest du territoire communal dans le ravin des Grandes Fosses et se jette  dans l'Indre à Saché, après avoir traversé 4 communes. 
Ce cours d'eau est classé dans la liste 1 au titre de l'article L. 214-17 du code de l'environnement sur le Bassin Loire-Bretagne. Du fait de ce classement, aucune autorisation ou concession ne peut être accordée pour la construction de nouveaux ouvrages s'ils constituent un obstacle à la continuité écologique et le renouvellement de la concession ou de l'autorisation des ouvrages existants est subordonné à des prescriptions permettant de maintenir le très bon état écologique des eaux. 
Sur le plan piscicole, le Gué Droit est également classé en deuxième catégorie piscicole.
Quatre zones humides ont été répertoriées sur la commune par la direction départementale des territoires (DDT) et le Conseil départemental d'Indre-et-Loire : « la vallée de la Manse de Monmay à la Boussaye », « l'étang de la Saulaie », « les étangs du Ruisseau de la Source des Genêts » et « la vallée du Ruisseau de la Source des Genêts »,.

### Climat
Pour des articles plus généraux, voir Climat du Centre-Val de Loire et Climat d'Indre-et-Loire.
En 2010, le climat de la commune est de type climat océanique altéré, selon une étude du CNRS s'appuyant sur une série de données couvrant la période 1971-2000. En 2020, Météo-France publie une typologie des climats de la France métropolitaine dans laquelle la commune est toujours exposée à un climat océanique altéré et est dans la région climatique Moyenne vallée de la Loire, caractérisée par une bonne insolation (1 850 h/an) et un été peu pluvieux.
Pour la période 1971-2000, la température annuelle moyenne est de 11,7 °C, avec une amplitude thermique annuelle de 14,7 °C. Le cumul annuel moyen de précipitations est de 684 mm, avec 10,5 jours de précipitations en janvier et 6,7 jours en juillet. Pour la période 1991-2020, la température moyenne annuelle observée sur la station météorologique de Météo-France la plus proche, sur la commune de Saint-Épain à 7 km à vol d'oiseau, est de 12,3 °C et le cumul annuel moyen de précipitations est de 745,6 mm,. Pour l'avenir, les paramètres climatiques de la commune estimés pour 2050 selon différents scénarios d'émission de gaz à effet de serre sont consultables sur un site dédié publié par Météo-France en novembre 2022.

## Urbanisme

### Typologie
Au 1er janvier 2024, Avon-les-Roches est catégorisée commune rurale à habitat dispersé, selon la nouvelle grille communale de densité à sept niveaux définie par l'Insee en 2022.
Elle est située hors unité urbaine. Par ailleurs la commune fait partie de l'aire d'attraction de Tours, dont elle est une commune de la couronne,. Cette aire, qui regroupe 162 communes, est catégorisée dans les aires de 200 000 à moins de 700 000 habitants,.

### Occupation des sols
L'occupation des sols de la commune, telle qu'elle ressort de la base de données européenne d’occupation biophysique des sols Corine Land Cover (CLC), est marquée par l'importance des forêts et milieux semi-naturels (51,9 % en 2018), en augmentation par rapport à 1990 (50,6 %). La répartition détaillée en 2018 est la suivante : 
terres arables (31,8 %), milieux à végétation arbustive et/ou herbacée (31 %), forêts (20,9 %), prairies (6,2 %), zones agricoles hétérogènes (5,8 %), zones industrielles ou commerciales et réseaux de communication (2,1 %), zones urbanisées (1,6 %), cultures permanentes (0,5 %). L'évolution de l’occupation des sols de la commune et de ses infrastructures peut être observée sur les différentes représentations cartographiques du territoire : la carte de Cassini (XVIIIe siècle), la carte d'état-major (1820-1866) et les cartes ou photos aériennes de l'IGN pour la période actuelle (1950 à aujourd'hui).

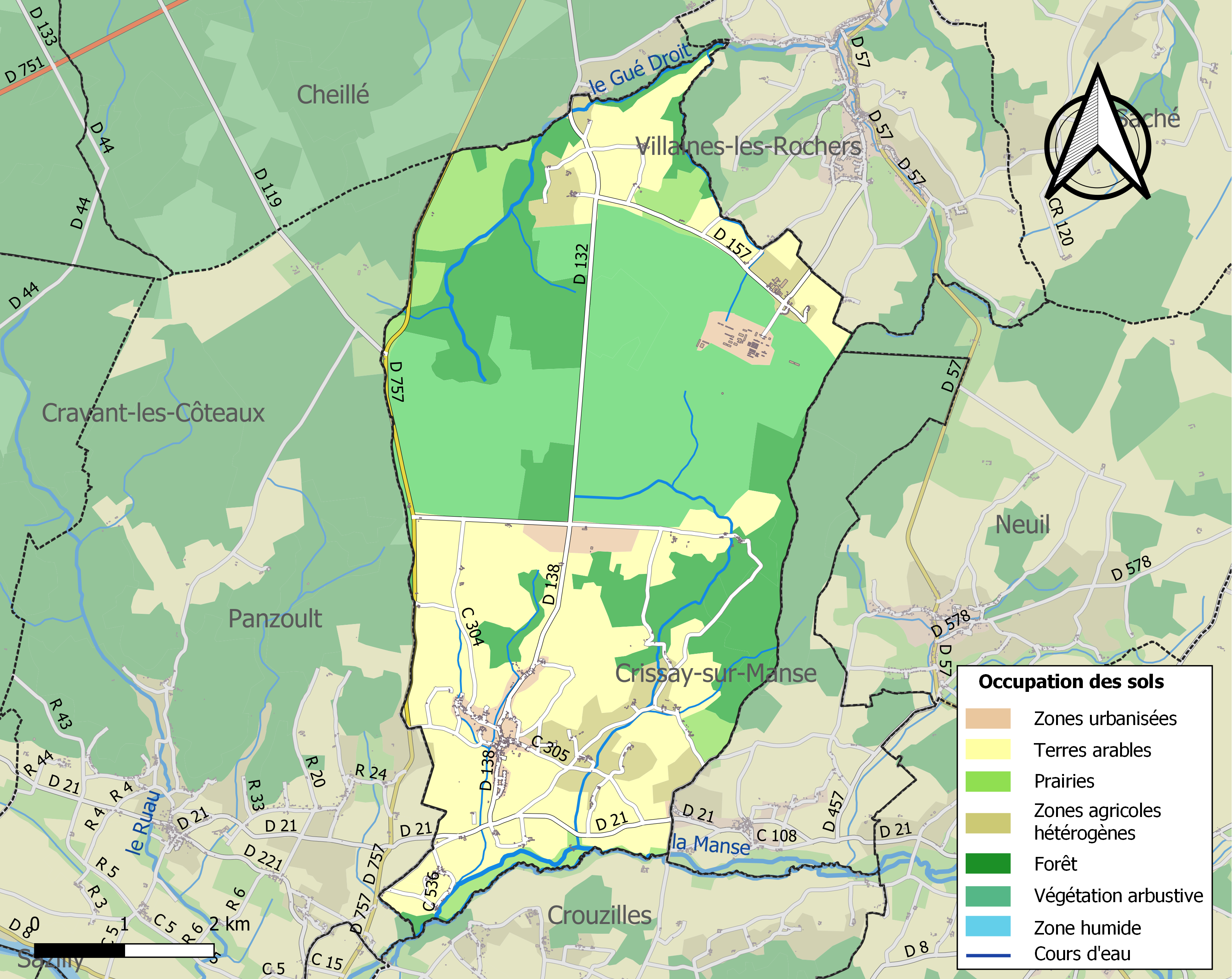
Carte des infrastructures et de l'occupation des sols de la commune en 2018 (CLC).

### Risques majeurs
Le territoire de la commune d'Avon-les-Roches est vulnérable à différents aléas naturels : météorologiques (tempête, orage, neige, grand froid, canicule ou sécheresse), feux de forêts et séisme (sismicité faible). Un site publié par le BRGM permet d'évaluer simplement et rapidement les risques d'un bien localisé soit par son adresse soit par le numéro de sa parcelle.
Pour anticiper une remontée des risques de feux de forêt et de végétation vers le nord de la France en lien avec le dérèglement climatique, les services de l’État en région Centre-Val de Loire (DREAL, DRAAF, DDT) avec les SDIS ont réalisé en 2021 un atlas régional du risque de feux de forêt, permettant d’améliorer la connaissance sur les massifs les plus exposés. La commune, étant pour partie dans le massif de Chinon, est classée au niveau de risque 1, sur une échelle qui en comporte quatre (1 étant le niveau maximal).

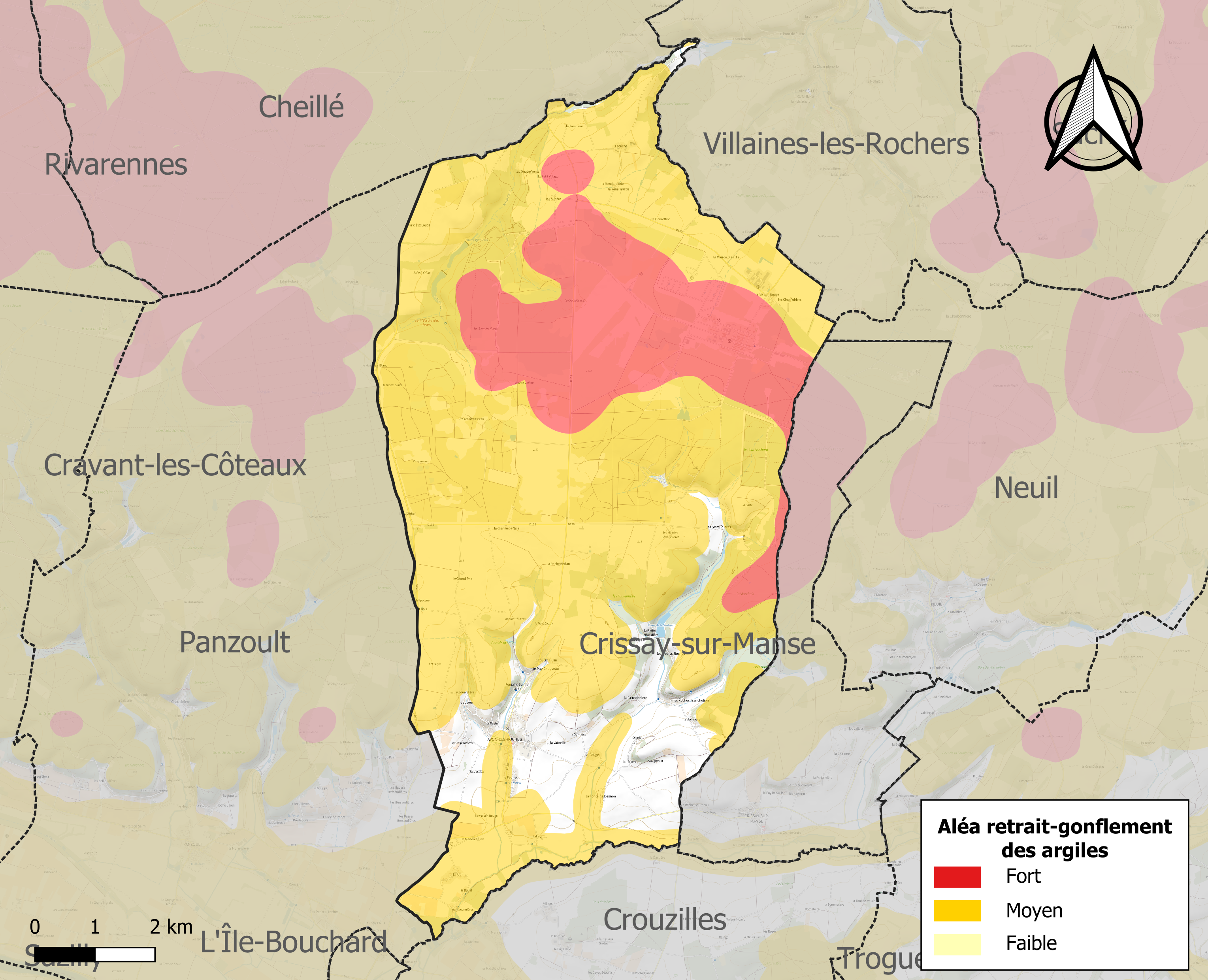
Carte des zones d'aléa retrait-gonflement des sols argileux d'Avon-les-Roches.

Le retrait-gonflement des sols argileux est susceptible d'engendrer des dommages importants aux bâtiments en cas d’alternance de périodes de sécheresse et de pluie. 86,9 % de la superficie communale est en aléa moyen ou fort (90,2 % au niveau départemental et 48,5 % au niveau national). Sur les 312 bâtiments dénombrés sur la commune en 2019, 169 sont en aléa moyen ou fort, soit 54 %, à comparer aux 91 % au niveau départemental et 54 % au niveau national. Une cartographie de l'exposition du territoire national au retrait gonflement des sols argileux est disponible sur le site du BRGM,.
Concernant les mouvements de terrains, la commune a été reconnue en état de catastrophe naturelle au titre des dommages causés par la sécheresse en 2003 et par des mouvements de terrain en 1999.

## Toponymie
Vient du gaulois abo, signifiant rivière, dérive du radical ab- (eau), que l’on rencontre également sous la forme ap- (rivière) et onna (eau), indiquant la présence d’un cours d'eau
[réf. nécessaire]

## Histoire
Pendant la Seconde Guerre mondiale, les habitants de la ville subirent un épisode du régime de Vichy. Le camp du Ruchard servit de Centre de Rassemblement des Étrangers et de lieu d'exécution de résistants par les nazis.
La commune est jumelée à Brugelette (province de Hainaut, Belgique) depuis 1978.

## Politique et administration

### Liste des maires
| Période                                  | Période   | Identité         | Étiquette | Qualité |
| ---------------------------------------- | --------- | ---------------- | --------- | ------- |
| mars 2001                                | mars 2008 | Roger Ory        |           |         |
| mars 2008                                | mars 2014 | Christian Mrola  |           |         |
| mars 2014                                | En cours  | Pascal Blanchard | SE        | Cadre   |
| Les données manquantes sont à compléter. |           |                  |           |         |

### Tendances politiques
| Scrutin             | Scrutin             | 1er tour | 1er tour | 1er tour | 1er tour | 1er tour | 1er tour | 1er tour | 1er tour | 1er tour | 1er tour | 1er tour | 1er tour | 2d tour | 2d tour | 2d tour | 2d tour | 2d tour  | 2d tour |
| Scrutin             | Scrutin             | 1er      | 1er      | %        | 2e       | 2e       | %        | 3e       | 3e       | %        | 4e       | 4e       | %        | 1er     | 1er     | %       | 2e      | 2e       | %       |
| ------------------- | ------------------- | -------- | -------- | -------- | -------- | -------- | -------- | -------- | -------- | -------- | -------- | -------- | -------- | ------- | ------- | ------- | ------- | -------- | ------- |
| Présidentielle 2017 | Présidentielle 2017 |          | FN       | 24,61    |          | LR       | 22,12    |          | EM       | 19,31    |          | LFI      | 13,08    |         | EM      | 65,29   |         | FN       | 34,71   |
| Présidentielle 2022 | Présidentielle 2022 |          | LREM     | 33,68    |          | RN       | 27,15    |          | LFI      | 15,46    |          | RES      | 5,15     |         | LREM    | 58,80   |         | RN       | 41,20   |
| Législatives 2022   | 4e                  |          | RE-Ens   | 33,33    |          | PS-Nupes | 24,79    |          | RN       | 20,51    |          | LR       | 12,82    |         | RE-Ens  | 52,74   |         | PS-Nupes | 47,26   |
| Législatives 2024   | 4e                  |          | RN       | 38,60    |          | RE-Ens   | 30,51    |          | PS-NFP   | 23,53    |          | LR       | 6,62     |         | RN      | 55,00   |         | PS-NFP   | 45,00   |

## Démographie
L'évolution du nombre d'habitants est connue à travers les recensements de la population effectués dans la commune depuis 1793. Pour les communes de moins de 10 000 habitants, une enquête de recensement portant sur toute la population est réalisée tous les cinq ans, les populations de référence des années intermédiaires étant quant à elles estimées par interpolation ou extrapolation. Pour la commune, le premier recensement exhaustif entrant dans le cadre du nouveau dispositif a été réalisé en 2006.

En 2022, la commune comptait 539 habitants, en évolution de −1,64 % par rapport à 2016 (Indre-et-Loire : +1,67 %, France hors Mayotte : +2,11 %).
| 1793 | 1800 | 1806 | 1821 | 1831 | 1836 | 1841 | 1846 | 1851 |
| ---- | ---- | ---- | ---- | ---- | ---- | ---- | ---- | ---- |
| 652  | 764  | 924  | 738  | 755  | 755  | 745  | 762  | 710  |

| 1856 | 1861 | 1866 | 1872 | 1876 | 1881  | 1886  | 1891  | 1896 |
| ---- | ---- | ---- | ---- | ---- | ----- | ----- | ----- | ---- |
| 763  | 740  | 776  | 758  | 797  | 1 139 | 1 149 | 1 119 | 848  |

| 1901  | 1906  | 1911  | 1921 | 1926 | 1931 | 1936 | 1946  | 1954 |
| ----- | ----- | ----- | ---- | ---- | ---- | ---- | ----- | ---- |
| 1 395 | 1 030 | 1 084 | 702  | 695  | 780  | 749  | 1 104 | 736  |

| 1962 | 1968 | 1975 | 1982 | 1990 | 1999 | 2006 | 2011 | 2016 |
| ---- | ---- | ---- | ---- | ---- | ---- | ---- | ---- | ---- |
| 682  | 648  | 656  | 579  | 560  | 520  | 530  | 559  | 548  |

| 2021 | 2022 | - | - | - | - | - | - | - |
| ---- | ---- | - | - | - | - | - | - | - |
| 544  | 539  | - | - | - | - | - | - | - |

## Culture locale et patrimoine

### Lieux et monuments
- Église Notre-Dame d'Avon-les-Roches, datant du XIIe siècle et classée au titre des monuments historiques en 1908[37].
- Château et collégiale des Roches-Tranchelion, classés au titre des monuments historiques en 1914[38].

### Personnalités liées à la commune
- Georges Bernard (1921-1942), résistant des Bataillons de la jeunesse fusillé au camp du Ruchard.

### Héraldique
| Blason de Avon-les-Roches | Blason  | Écartelé : au 1) d'azur à la fleur de lys d'or, au 2) d'argent à la branche de genêt de sinople fleurie d'or en barre, au 3) d'argent aux deux épées de gueules garnies de sable passées en sautoir, au 4) de sinople au lion d'or armé et lampassé de gueules. |
| Blason de Avon-les-Roches | Détails | Le statut officiel du blason reste à déterminer. |